# Personaggi di 1984

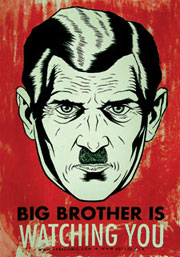
Il Grande Fratello.

Nel romanzo 1984 di George Orwell (1948) compaiono diversi personaggi utili all'economia del romanzo stesso, la cui importanza tuttavia è notevole tanto che in diversi casi i loro nomi sono entrati per antonomasia a indicare una loro precipua caratteristica nel linguaggio comune. I protagonisti sono Winston Smith e Julia, membri del Partito Esterno; O'Brien, membro invece del Partito Interno, che sembrava inizialmente essere un loro aiutante, si rivelerà in seguito il principale antagonista dei protagonisti; inoltre, tutto il romanzo è permeato dalla presenza irreale del Grande Fratello.

## Personaggi secondari

### Tom Parsons
(George Orwell, 1984, parte prima cap. II, p. 24.)
Tom Parsons è il vicino di casa di Winston Smith, nella sua abitazione agli Appartamenti Vittoria. Ha trentacinque anni ed è sposato con la Signora Parsons con cui ha due figli, fanaticamente aderenti all'organizzazione giovanile delle Spie: sarà proprio la figlia dei Parsons a denunciare il padre alla Psicopolizia per aver commesso uno psicoreato nel sonno. Prima dell'arresto, Parsons lavorava al Ministero della Verità proprio come Winston, e si incontravano spesso alla mensa. Era anche un membro importante del Comitato Sportivo o dei comitati per l'organizzazione delle gite in comitiva e per varie attività di volontariato. Tom Parsons è un individuo dalla scarsa intelligenza (come ammette senza difficoltà egli stesso) che per questo compie con zelo ogni compito che il Partito gli affida, sperando di non cadere mai nelle mani della Psicopolizia. Tuttavia, sorpreso dalla figlia mentre nel sonno sussurra "Abbasso il Grande Fratello", viene condotto nelle celle dei prigionieri politici nei sotterranei del Ministero dell'Amore dove incontra per l'ultima volta Winston. Tom Parsons esce di scena, "con i suoi calzoncini color kaki e una maglietta a mezze maniche", diretto alla Stanza 101 del Ministero dell'Amore. Ragionevolmente possiamo pensare che non sia più uscito vivo dal Ministero, o nella migliore della ipotesi che gli siano stati appioppati svariati anni di lavori forzati (sebbene lui sia ottimista al riguardo, immaginandone al massimo dieci).

### Signora Parsons
(George Orwell, 1984, parte prima, cap. II, p. 23.)
La Signora Parsons è la moglie di Tom Parsons, ed entrambi sono vicini di casa di Winston. Sovente la Parsons si reca da Winston per chiedergli piccole riparazioni in casa quando il marito è assente. È una donna di trent'anni circa, pur dimostrandone molti di più a causa delle rughe e dell'aspetto trasandato (ogni tipo di trucco femminile era bandito dal Partito). La Signora Parsons è casalinga, e si occupa della cura dei due figli, che crescono come piccoli fanatici del Partito. Si ignora la fine della donna. Nel caso suo marito sia stato "vaporizzato" dopo l'arresto per psicoreato, non è improbabile pensare che anche lei possa aver subito la stessa sorte.

### I figli dei Parsons
(George Orwell, 1984, parte prima, cap. II, pp. 25-26.)
I due figli dei Parsons sono un maschietto e una femminuccia, rispettivamente di nove e sette anni. Entrambi sono stati cresciuti e allineati fin dalla nascita nell'ottica del Partito. Sono membri dell'associazione giovanile delle Spie, crescono ovvero con lo scopo di rintracciare più traditori e psicocriminali possibile. A questo scopo, verranno forniti anche di un cornetto con cui origliare alle porte. La figlia accuserà il padre Tom Parsons di psicoreato spedendolo direttamente al Ministero dell'Amore.

### Tillotson
(George Orwell, 1984, parte prima, cap. IV, p. 48.)
Tillotson è un impiegato del Ministero della Verità che ha il suo ufficio -anzi, il suo "cubicolo"- davanti a quello di Winston. Si scambiano occhiate sospettose, tanto che Winston verrà spinto a pensare che sia un agente della Psicopolizia che lo controlla. Tuttavia, almeno a quanto ci è dato sapere, non sarà certo Tillotson ad arrestare Winston.

### Ampleforth
(George Orwell, 1984, parte terza, cap. I, pp. 237-238.)
Ampleforth è conosciuto come il poeta: è infatti un membro dell'ufficio del Ministero della Verità che si occupa di tradurre in neolingua tutti i testi letterari scritti in archeolingua, ovvero in quella che noi conosciamo come lingua inglese: quindi le opere di William Shakespeare, Charles Dickens, Rudyard Kipling. Sarà proprio una poesia di Kipling a decretare la sua condanna a morte: nella redazione di quella poesia in neolingua infatti si era rifiutato di togliere una rima con la parola "Dio", che doveva essere cancellata dai dizionari. Ampleforth incontrerà per l'ultima volta Winston nelle celle del Ministero dell'Amore, prima di essere avviato alla Stanza 101.

### Syme
(George Orwell, 1984, parte prima, cap. V, p. 52.)
Syme è un altro impiegato del Ministero della Verità, che collabora alla redazione dell'Undicesima Edizione del Dizionario di Neolingua. Talvolta si incontra con Winston alla mensa ministeriale, dove lui gli espone le linee essenziali del suo lavoro. Winston pensa che Syme verrà "vaporizzato" ben presto dalla Psicopolizia: egli infatti è troppo intelligente per non essere scomodo al Partito. Difatti un giorno Syme verrà vaporizzato, e di lui non si saprà più nulla: secondo la prassi, il suo nome è cancellato da ogni documento ufficiale e ufficialmente lui non è mai esistito.  

### Katharine
(George Orwell, 1984, parte prima, cap. VI, p. 71.)
Katharine è la moglie di Winston, dalla quale lui si è separato da circa undici anni dall'inizio della vicenda del romanzo. Era una bella donna, tuttavia rigidamente fedele al Partito e al principio del Socing, tanto che il marito la soprannominava mentalmente "il grammofono umano": ripeteva infatti a memoria slogan e frasi fornite dal Partito ad uso e consumo dei suoi componenti. La separazione della moglie dal marito fu dovuta soprattutto all'aspetto sessuale: lei infatti, ligia ai dettami del Partito, durante l'accoppiamento sembrava "una marionetta di legno con gli arti snodabili". Katharine imponeva a Winston di accoppiarsi una volta alla settimana, lo stesso giorno alla stessa ora, nel semplice tentativo di concepire un bambino da dare al Partito per fare il proprio dovere di cittadini oceanici. A questo punto, soprattutto per la mancanza di figli, Winston preferì la separazione dalla consorte. Lo scrittore ad ogni modo ignora la fine di Katharine.

### Martin
(George Orwell, 1984, parte seconda, cap. VI, p. 179.)
Martin è il maggiordomo di O'Brien. I membri del Partito Interno, dunque i gerarchi del Socing, hanno tutti al servizio almeno due o tre servitori. Martin è uno di questi. Viene invitato da O'Brien stesso a sedersi assieme a lui e a Winston e Julia che discutono delle teorie goldsteiniane e dell'opposizione al Partito. Nella sua figura, come nota giustamente Winston nel passo in citazione, si nota che "la sua vita è una recita continua".

### Signor Charrington
(George Orwell, 1984, parte prima, cap. VIII, p. 99.)
Il Signor Charrington è il proprietario di una bottega da antiquario frequentata da Winston, ubicata nei vicoli di Londra abitati dai prolet.
Il personaggio è un conoscitore delle tradizioni britanniche, quelle stesse tradizioni che il Partito cerca di sradicare e riscrivere continuamente raccogliendo tutte le versioni "non aggiornate" dei documenti che i "compagni" (comrades nel testo originale) sono invitati a infilare nelle "buche della memoria" durante la loro vita quotidiana. 
Winston conosce il vecchio perché aveva comprato presso la sua bottega un vecchio quaderno fuori fabbricazione, mentre era alla ricerca di lamette da barba. In quell'occasione il vecchio gli rammenta parte di un'antica filastrocca della quale non ricorda il finale. In seguito Winston ritorna presso la bottega del vecchio, comprando un fermacarte di corallo che lo aveva affascinato. Infine, gli affitta la stanza, arredata "all'antica" - alla maniera cioè di prima della Rivoluzione - nella quale avverranno i suoi incontri clandestini con Julia, precisando che "non ci sono teleschermi in questa stanza". Sarà sempre lui, al momento dell'arresto, dopo che le mascherature davanti ai vari apparecchi di sorveglianza presenti cadono mentre Winston e Julia stanno facendo l'amore, a palesarsi per quello che è ed a ricordare la strofa finale: "Ecco la carrozza che ti porta alla festa, ecco la scure ti taglia la testa."

### Aaronson, Jones e Rutherford
(George Orwell, 1984, parte prima, cap. VII, pp. 80-81.)
Aaronson, Jones e Rutherford sono tre dei fondatori del Socing, in origine alleati del Grande Fratello e ad Emmanuel Goldstein. Protagonisti del periodo rivoluzionario, divennero scomodi per gli scopi del Partito e attorno al 1965 furono arrestati dalla Psicopolizia, che li rilasciò alcuni anni dopo. Entrano nella storia di Winston quando lui li incontra presso il Bar del Castagno, un locale di Londra frequentato soprattutto da sospetti oppositori politici al Regime. Così Winston può riconoscere le loro facce in un documento che al Ministero della Verità gli viene chiesto di falsificare: potrebbe dimostrare che il Partito modifica costantemente il passato, tuttavia allora lascia cadere l'occasione eseguendo gli ordini impartitigli. Ad ogni modo, i tre personaggi in questione saranno definitivamente "vaporizzati" dalla Psicopolizia.

### L'uomo dalla faccia di teschio
(George Orwell, 1984, parte terza, cap. I, p. 242.)
L'uomo "dalla faccia di teschio" è un misterioso prigioniero che Winston incontra durante la sua reclusione nel Ministero dell'Amore. È un uomo che sta soffrendo evidentemente i sintomi della fame, e così un altro prigioniero, quello che Orwell chiama "l'uomo senza mento", gli offre un tozzo di pane: subito il teleschermo di guardia se ne accorge e gli agenti di sorveglianza picchiano "l'uomo senza mento" costringendolo a gettare a terra il pane. In seguito, quando gli agenti vengono a prendere "l'uomo dalla faccia di teschio" per portarlo nella Stanza 101, egli dà vita ad una sceneggiata per commuovere i militari, gettandosi per terra ed arrivando ad accusare "l'uomo senza mento" di aver compiuto gravissimi atti di insubordinazione al Partito. Tuttavia, l'attacco all'uomo che voleva aiutarlo non gli varrà la salvezza: la Psicopolizia lo porterà di peso nella famigerata Stanza 101.

### Bumstead
(George Orwell, 1984, parte terza, cap. I, p. 242.)
J. Bumstead è l'autore di un gesto di straordinaria forza umana all'interno delle prigioni del Ministero dell'Amore: per aiutare l'"uomo dalla faccia di teschio" che stava morendo di fame, egli estrae dalla tasca della tuta un tozzo di pane e si dirige verso di lui per offrirglielo: tuttavia il teleschermo si accorge del gesto, assolutamente vietato tra i detenuti, e lancia l'allarme: accorrono pertanto i poliziotti che picchiano selvaggiamente l'"uomo senza mento" che paga così il suo atto caritatevole verso colui che, in seguito, cercherà di accusarlo ingiustamente di aver commesso insubordinazione dopo il pestaggio. Tuttavia, anche la sua fine sarà nella Stanza 101.